# Большое яблоко
«Большое яблоко» (англ. «The Big Apple») — самое известное прозвище Нью-Йорка. Возникло в 1920-х годах.

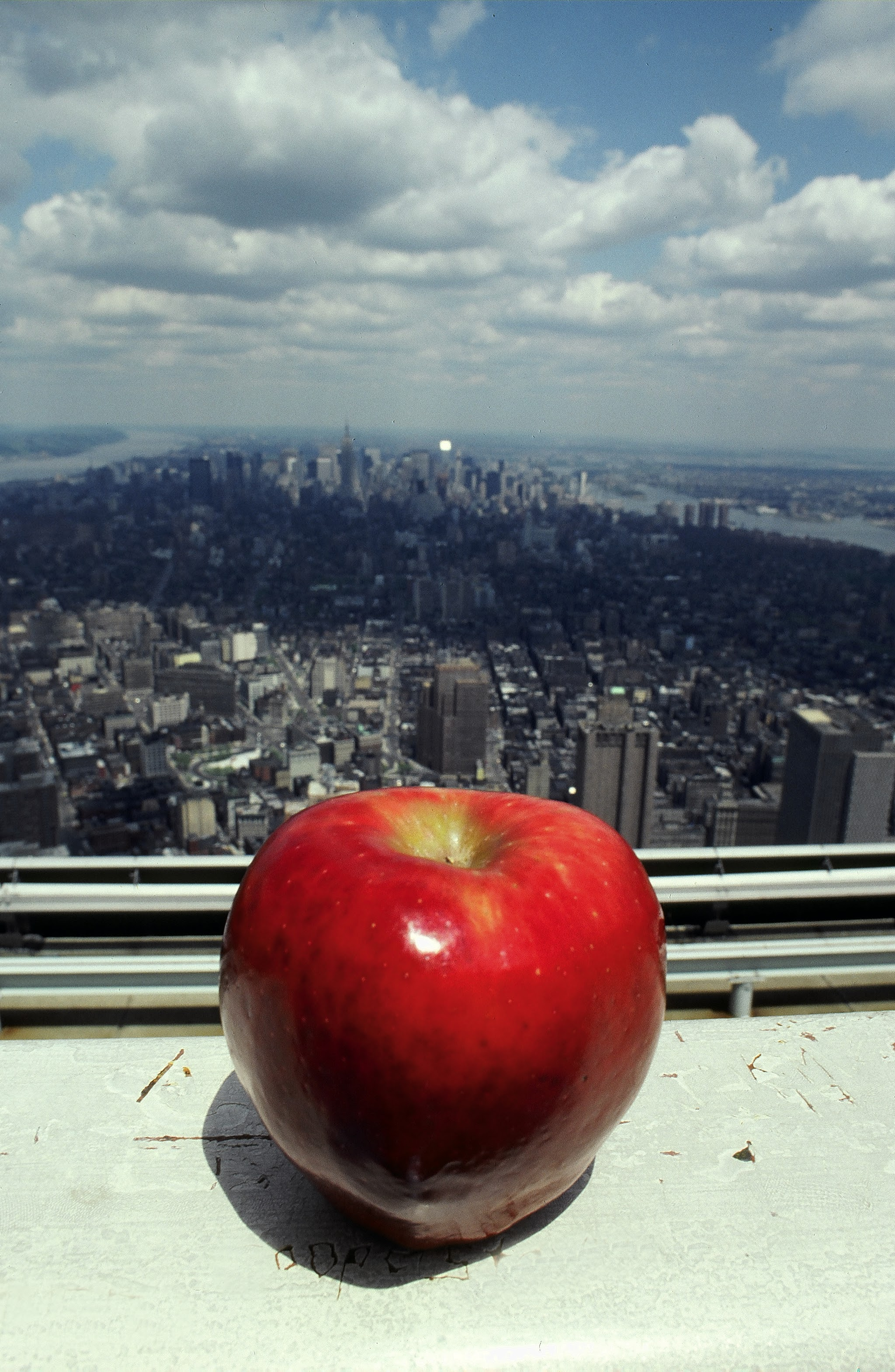

## Происхождение термина
Существует несколько версий происхождения термина.
- Согласно исследованиям, которые провели любитель-этимолог Барри Попик и профессор Джеральд Коэн из Миссурийского университета, термин возник в 1920-х годах. Его распространению способствовал спортивный обозреватель газеты «New York Morning Telegraph» Джон Фиц Джеральд, который впервые употребил его в номере от 3 мая 1921 года. 18 февраля 1924 года в колонке под названием «Вокруг Большого яблока» он объяснил, что услышал это выражение в Новом Орлеане. Лошади любят яблоки, а скачки в Нью-Йорке, по словам жокеев, это «большое яблоко».

- По другой версии, выражение возникло в среде джазовых музыкантов, у которых была пословица: «На древе успеха много яблок, но если тебе удалось завоевать Нью-Йорк, тебе досталось большое яблоко».
  - В 1930-х годах существовали песня и танец под названием «Большое яблоко».
  - В 1940—1950-х годах прозвище использовал журналист, радиоведущий Уолтер Уинчелл.

- Нью-Йоркские экскурсоводы с Брайтон-Бич говорят, что связь «яблока» с Нью-Йорком появилась в силу того, что первое дерево, посаженное первыми переселенцами, которое дало плоды, было яблоней. Поэтому «яблоко» стало символом Нью-Йорка.

## Интересные факты
В начале 1970-х бюро Нью-Йорка по туризму организовало рекламную кампанию по популяризации термина. Кампания прошла успешно.
В 1997 году угол Западной 54-й улицы и Бродвея, где журналист Джон Фиц Джеральд жил в 1934—1963 годах, официальным указом мэра Рудольфа Джулиани был назван Углом Большого яблока.
Согласно справочно-информационному порталу «Русский язык», в русском написании с заглавной буквы пишется только первое слово: «Большое яблоко» или «Город большого яблока».